# Johann Grünloh
Johann Grünloh (* 14. August 2005 in Löningen) ist ein deutscher Basketballspieler.

## Werdegang
Grünloh, der über seine beiden Basketball spielenden Brüder mit der Ballsportart in Berührung kam, erlernte ab dem neunten Lebensjahr die Grundlagen im Nachwuchsbereich des VfL Löningen, wechselte dann zum TSV Quakenbrück und wurde Mitglied der gemeinsam von den Artland Dragons und dem SC Rasta Vechta betriebenen Jugendleistungsmannschaften: Zunächst in der Jugend-Basketball-Bundesliga (JBBL), dann in der Nachwuchs-Basketball-Bundesliga (NBBL). Mit 16 Jahren zog er nach Vechta und wurde in einer Gastfamilie untergebracht.
Im Anschluss an das Spieljahr 2021/22 wurde Grünloh als bester Neuling der NBBL ausgezeichnet. Anfang Januar 2022 wurde er beim SC Rasta Vechta erstmals in einem Spiel der 2. Bundesliga ProA zum Einsatz gebracht. In der Saison 2022/23 erhielt er die Auszeichnung als bester Verteidiger der NBBL und dank seiner Leistungen beim SC Rasta II als bester junger Spieler der 2. Bundesliga ProB. Als Spieler mit Einsätzen in der ersten und zweiten Rasta-Herrenmannschaft trug Grünloh 2022/23 zu zwei Aufstiegen (in die Bundesliga und in die 2. Bundesliga ProA) bei. In seiner ersten Bundesliga-Saison wurde Grünloh gleich Stammspieler. Anfang März 2024 erhielt er in Vechta einen Vertrag als Berufsbasketballspieler, Er erhielt in der Saison 2023/24 die Auszeichnung als bester deutscher Nachwuchsspieler der Bundesliga. Mit der U19-Spielgemeinschaft Quakenbrück/Vechta gewann er im Mai 2024 die deutsche Meisterschaft dieser Altersklasse.
Ende April 2025 wurde Grünlohs Wechsel zur Saison 2025/26 an die University of Virginia in den Vereinigten Staaten bekannt.

### Nationalmannschaft
2022 war Grünloh Teilnehmer der U18-Europameisterschaft. 2023 gewann er mit Deutschland in derselben Altersklasse die EM-Bronzemedaille. Mit durchschnittlich 3,9 geblockten Würfen je Begegnung führte Grünloh die Bestenliste der in Niš ausgetragenen EM an. Im Februar 2024 berief Bundestrainer Gordon Herbert ihn erstmals in die deutsche A-Nationalmannschaft.